# Chronicles
Chronicles je kompilační album skupiny The Velvet Underground. Album vyšlo v roce 1991 u Mercury Records.

## Seznam skladeb
| Pořadí         | Název                      | Autor           | Původní album                     | Délka |
| -------------- | -------------------------- | --------------- | --------------------------------- | ----- |
| 1.             | Pale Blue Eyes             | Lou Reed        | The Velvet Underground            | 5:39  |
| 2.             | Beginning to See the Light | Reed            | The Velvet Underground            | 4:37  |
| 3.             | What Goes On               | Reed            | The Velvet Underground            | 4:51  |
| 4.             | White Light/White Heat     | Reed            | White Light/White Heat            | 2:45  |
| 5.             | Sunday Morning             | Reed, John Cale | The Velvet Underground & Nico     | 2:50  |
| 6.             | I'm Waiting for the Man    | Reed            | The Velvet Underground & Nico     | 4:45  |
| 7.             | Femme Fatale               | Reed            | The Velvet Underground & Nico     | 2:36  |
| 8.             | Venus in Furs              | Reed            | The Velvet Underground & Nico     | 5:05  |
| 9.             | Run Run Run                | Reed            | The Velvet Underground & Nico     | 4:19  |
| 10.            | All Tomorrow's Parties     | Reed            | The Velvet Underground & Nico     | 5:57  |
| 11.            | Heroin                     | Reed            | The Velvet Underground & Nico     | 7:09  |
| 12.            | I Can't Stand It           | Reed            | VU                                | 3:22  |
| 13.            | Stephanie Says             | Reed            | VU                                | 2:50  |
| 14.            | She's My Best Friend       | Reed            | VU                                | 2:45  |
| 15.            | Andy's Chest               | Reed            | VU                                | 2:48  |
| 16.            | Sweet Jane (live)          | Reed            | 1969: The Velvet Underground Live | 3:59  |
| 17.            | Rock & Roll (live)         | Reed            | 1969: The Velvet Underground Live | 6:04  |
| Celková délka: | Celková délka:             | Celková délka:  | Celková délka:                    | 72:21 |

## Obsazení

### Hudebníci
- Lou Reed – zpěv, kytara, piáno
- John Cale – viola, basová kytara, piáno, celesta, doprovodný zpěv
- Sterling Morrison – kytara, basová kytara, doprovodný zpěv
- Maureen Tuckerová – perkuse
- Doug Yule – basová kytara, doprovodný zpěv, varhany
- Nico – zpěv, doprovodný zpěv

### Technická podpora
- Andy Warhol – producent
- Tom Wilson – producent
- The Velvet Underground – producenti
- Gary Kellgren – zvukový inženýr